# Al-Bira, Baysan
Al Bira var en palestinsk by i distriktet Baysan (Bet Sjean i Bibeln). Byn avfolkades och förstördes på initiativ av Nahum Hurwitz, ledare för kibbutzen Kfar Gil'adi med hjälp från israeliska armén.
Första gången byn förekommer i skrift är i krönikor samtida med kung Tutmosis militära engagement i Kanaan under 1468 f.Kr. Lite är känt om byn under islams tidiga era, men i de arabiska krönikorna nämns byns armerade borg och bördiga jord. 
1596 ingick byn i det osomanska riket, som en del av länsdistriktet Shafa i Lajjun, med en befolkning på 297 invånare. Invånarna betalade skatt på sitt jordbruksförvärv, bland annat i vete, korn och oliver såväl som i getter och bikupor. 
Enligt den israeliske historikern Benny Morris krävde närboende kibbutzniks att byn, tillsammans med flera andra byar, skulle förstöras efter staten Israels grundande, då de ansåg att det fanns en risk att dess palestinska invånare skulle utgöra femtekolonnare i en arabisk revolt. Judiska styrkor fördrev befolkningen och sprängde husen i luften.[källa behövs]